# Vaubanove utvrde
Vaubanove utvrde je skupina od 12 utvrđenih građevina diljem zapadne, sjeverne i istočne francuske granice koje je dizajnirao kraljevski vojni arhitekt Vauban (Sébastien Le Prestre de Vauban, 1633. – 1707.), a dodane su na UNESCOv popis mjesta svjetske baštine u Europi 7. srpnja 2008. godine.
Vauban je utvrdio i mnoga druga mjesta, poput dvorca Bazoches u Nièvreu ili citadele i zidina koje okružuju Le Palais u Belle-Île-en-Mer (Morbihan), a koje su bile na predloženom UNESCOvom popisu, no na kraju nisu dospjele na završni popis.

## Popis utvrda

### Utvrde u Besançonu
Citadela u Besançonu u francuskoj pokrajini Doubs  (Franche-Comté) se smatra Vaubanovim remek-djelom. Citadela se prostire na 11 hektara na brdu Saint-Etienne, jednom od sedam brda koja okružuju Besançon, glavni grad pokrajine Franche-Comté. Brdo Saint-Etienne se nalazi na vrhuncu luka kojeg tvori rijeka Doubs, i kao strateško mjesto prepoznao ga je još Julije Cezar 58. pr. Kr. Citadela je dobro očuvana i s nje se pruža veličanstven pogled na grad, te je danas važno turističko mjesto (s preko 250,000 posjetitelja na godinu). U njoj se nalazi i nekoliko muzeja: Muzej Resistance koji prikazuje tradicionalni način života i arheologiju Franche-Comtea, i Prirodoslovni muzej koji uključuje zoološki vrt s insectariumom, akvarijem, vivarijem i noctariumom i botaničkim vrtom. 
50°16′57″N 2°45′32″E / 50.28250°N 2.75889°E
Fort Griffon je obližnja utvrda koja je također Vaubanovo djelo.

### Utvrde u Blayeu
U gradu Blaye u pokrajini Cussac-Fort-Médoc (Gironde) Vauban je podigao gradske zidine i izgradio tri utvrde. Na stijeni pored rijeke, izgradio je citadelu okruživši već postojeći gotički dvorac u kojemu se nalaze grobnice akvitanskih kraljeva, Chariberta II. i njegova sina Clotairea II. Na riječnom otoku Vauban je podigao Fort Paté, a na lijevoj obali Fort Médoc.

### Utvrde u Briançonu
U Briançonu (Hautes-Alpes) Vauban je utvrdio gradske zidine, ulicu ouvrage de la communication Y, most Asfeld i izgradio utvrde: Redoute des Salettes, Fort des Trois-Têtes, Fort du Randouillet.
Grad, kao važna poveznica planinskog Col de Montgenèvrea i Turina, je s istoka utvrđen radi obrane od Austrijanaca u 17. stoljeću. Ima strme i uske, ali veoma slikovite ulice Utvrda Janus se nalazi na 1,200 metara iznad grada.

### Vaubanov toranj u Camaret-sur-Meru
Vaubanov toranj (Tour Vauban) ili Zlatni toranj (Tour dorée), izvorno znan kao tour de Camaret, je 18 metara visok poligonalni obrambeni toranj u mjestu Sillonu kod Camaret-sur-Mera (Finistère), izgrađen za obranu Brestovskog zaljeva. 
Vauban je nacrt napravio 1683., izgradnju je započeo 1689. godine vojni inženjer Jean-Pierre Traverse, a dovršen je 1696. godine. Okružen je zidinama i ima tri kata, dvije stražarske kuće, kazamat s 11 topova i barutanu dodanu tijekom francuske revolucije. Stražarske kuće i kazamat imaju po tri mortara koji izbacuju tanad promjera 30 cm.
Njegova baterija od 11 topova, skupa s onima na pointe du Grand Gouin i drugima obrambene linije Quélern, pridonijeli su u francuskoj pobjedi u bitci za Camaret (18. lipnja 1694.).

### Gradske zidine i citadela u Saint-Martin-de-Réu
Vauban je 1670ih Saint-Martin-de-Ré (Charente-Maritime) utvrdio dugim i modernim zidinama s bastionima i izgradio je citadelu, s ciljem poboljšanja obrane otoka. Izgradnja se odvijala u tri faze, a završila je tek 1702. godine. Naposljetku, ovaj grad je utvrđen tako da cjelokupno stanovništvo otoka u njemu može podnijeti dugu opsadu.

### Ostale utvrde
| Slika | Ime                                                 | Lokacija                      | Provincija          | Koordinate                                | Bilješke |
| ----- | --------------------------------------------------- | ----------------------------- | ------------------- | ----------------------------------------- | --- |
|       | Citadela u Arrasu                                   | Arras                         | Pas-de-Calais       | 50°10′20″N 2°27′54″E / 50.1723°N 2.4651°E | Grad je osvojio Luj XIII. 1640. god. od Habsburgovaca i nakon španjolske opsade 1654. god. utvrdio ga je Vauban.                                                                    |
|       | Ville neuve u Longwyju                              | Longwy                        | Meurthe-et-Moselle  | 49°18′40″N 5°27′14″E / 49.3112°N 5.4538°E | Grad je pripadao Luxembourgu i Vojvodstvu Lorraine do 1648., ali tek nakon Francusko-Nizozemskog rata (1678.) postaje dijelom Francuskog Kraljevstva.                               |
|       | Utvrđena palača (place forte)                       | Mont-Dauphin                  | Hautes-Alpes        | 44°24′04″N 6°22′22″E / 44.4012°N 6.3728°E | Nakon što je savojski vojvoda poharao ovaj dio Francuske (1692.), Luj XIV. je dao osnovati novi utvrđeni grad koji je nikao već 1694. god.                                          |
|       | Citadela i gradske zidine Mont-Louisa               | Mont-Louis                    | Pyrénées-Orientales | 42°18′12″N 2°04′17″E / 42.3033°N 2.0715°E | Nakon "Pirenejskog mira" (1659.) Luj XIV. je osnovao ovaj novi grad kao utvrdu protiv Španjolaca.                                                                                   |
|       | Novi dio grada (ville neuve) Neuf-Brisacha          | Neuf-Brisach                  | Haut-Rhin           | 48°00′39″N 7°18′52″E / 48.0108°N 7.3145°E | Nakon mira u Ryswicku 1697. godine Francuska je morala predati grad Breisach (vrata prema Rajni) Habsburgovcima, te su odlučili izgraditi novi grad do njega kao graničnu utvrdu.   |
|       | Utvrda Hougue i Vaubanov toranj                     | Saint-Vaast-la-Hougue/Tatihou | Manche              | 49°21′07″N 1°09′21″E / 49.3519°N 1.1558°E | Kod ovih utvrda se odigrala važna pomorska bitka za La Hougue između Francuza i Engleza u Devetogodišnjem ratu 1692. god.                                                           |
|       | Gradske zidine i utvrde Fort Libéria i Cova Bastera | Villefranche-de-Conflent      | Pyrénées-Orientales | 42°21′06″N 2°13′15″E / 42.3517°N 2.2207°E | Nakon što su ga skoro 200 god. okupirali Španjolci, Luj XIV. ga je oslobodio 1654. i dao ga utvrditi. Grad je stiješnjen između rijeka s jedne, i Vaubanovih zidina s druge strane. |

## Vanjske poveznice
- Vaubanove utvrde (fr.)